# Кадук білоокий
Кадук білоокий (Epinecrophylla leucophthalma) — вид горобцеподібних птахів родини сорокушових (Thamnophilidae). Мешкає в Амазонії.

## Підвиди
Виділяють чотири підвиди:
- E. l. dissita (Bond, J, 1950)[5] — південний схід Перу (Пуно) і західна Болівія (Ла-Пас);
- E. l. leucophthalma (Pelzeln, 1868) — схід Перу (на схід від Укаялі, ізольована популяції в долині річки Морона[en]), західна Бразилія (на південь від Амазонки, на схід до нижньої течії Мадейри і басейну річки Аріпуана), північно-західна і північно-східна Болівія (Пандо, північний схід Санта-Крусу);
- E. l. phaeonota (Todd, 1927)[6] — південь Бразильської Амазонії (від нижньої течії Мадейри до нижньої течії Тапажоса);
- E. l. sordida (Todd, 1927)[7] — південь Бразильської Амазонії (від нижньої течії Тапажоса на схід до нижньої течії Токантінса).

## Поширення і екологія
Білоокі кадуки мешкають в Перу, Болівії і Бразилії. Вони живуть в підліску вологих рівнинних тропічних лісів, зустрічаються на висоті до 800 м над рівнем моря. Живляться комахами і павуками.